# Rostgumpad flamrygg
Rostgumpad flamrygg(Euchrepomis callinota) är en fågel i familjen myrfåglar inom ordningen tättingar.

## Utseende och läte
Rostgumpad flamrygg är en relativt liten och färgglad myrfågel med rätt lång och smal näbb. Hjässan är svart, huvudet grått, ryggen olivgrön och vingen syns gula vingband. Buken är gul. Den rostfärgade övergunpen som gett den sitt namn kan vara svår att se. Honan liknar hanen, men är något mattare i färgerna. 

## Utbredning och systematik
Rostgumpad flamrygg delas in i fyra underarter med följande utbredning:
- Euchrepomis callinota callinota – förekommer från Costa Rica till Ecuador och norra Peru
- Euchrepomis callinota venezuelana – förekommer i nordvästra Venezuela (Sierra de Perija), Mérida och Barina
- Euchrepomis callinota guianensis – förekommer i södra Guyana (Acaribergen) och angränsande centrala Surinam
- Euchrepomis callinota peruviana – förekommer i centrala Peru (San Martín till Junín och Cusco)

## Levnadssätt
Rostgumpad flamrygg hittas i skogsområden. Där slår den följe med kringvandrande artblandade flockar som rör sig vanligtvis rätt högt uppe i trädkronorna. Den påträffas vanligen i par.

## Status och hot
Arten har ett stort utbredningsområde, men tros minska i antal, dock inte tillräckligt kraftigt för att den ska betraktas som hotad. Internationella naturvårdsunionen IUCN listar arten som livskraftig (LC). Beståndet uppskattas till i storleksordningen 50 000 till en halv miljon vuxna individer.